# 陆树林
陆树林，中华人民共和国外交官。
1994年，担任中华人民共和国驻特立尼达和多巴哥大使。1999年，担任中华人民共和国驻巴基斯坦大使。